# Groupement II/3 de Gendarmerie mobile
Le groupement II/3 (GGM II/3) est un groupement de Gendarmerie mobile établi à Mont-Saint-Aignan (Seine-Maritime) et appartenant à la région de Gendarmerie de Rennes. Il regroupe 6 escadrons situés en Normandie.

## Implantation des unités
| \| 250 km1:11 932 000 Groupement \| |
| 250 km1:11 932 000 Groupement       |

- Seine-Maritime (76)
  -  EGM 21/3 à Mont-Saint-Aignan
  -  EGM 22/3 au Havre (spécialisé dans l'escorte de matière nucléaire d'origine civile)
- Orne (61)
  -  EGM 23/3 à Argentan (spécialisé dans l'escorte de matière nucléaire d'origine civile)
- Calvados (14)
  -  EGM 24/3 aux Monts d'Aunay (spécialisé dans l'escorte de matière nucléaire d'origine civile)
- Manche (50)
  -  EGM 25/3 à Cherbourg-en-Cotentin (spécialisé dans l'escorte de matière nucléaire d'origine civile)
- Eure-et-Loir (28)
  - EGM 26/3 à Dreux

## Appellations
- Groupement II/3 de Gendarmerie mobile (depuis 1er janvier 1991)